# Axihuiyo
Axihuiyo är en ort i Mexiko.   Den ligger i kommunen Huejutla de Reyes och delstaten Hidalgo, i den sydöstra delen av landet, 200 km norr om huvudstaden Mexico City. Axihuiyo ligger 115 meter över havet och antalet invånare är 231.
Terrängen runt Axihuiyo är kuperad åt sydost, men åt nordväst är den platt. Axihuiyo ligger nere i en dal. Runt Axihuiyo är det ganska tätbefolkat, med 248 invånare per kvadratkilometer. Närmaste större samhälle är Huejutla de Reyes, 10,5 km sydost om Axihuiyo. Omgivningarna runt Axihuiyo är en mosaik av jordbruksmark och naturlig växtlighet.